# Medaglia (singolo)
Medaglia è un singolo dei rapper italiani Emis Killa e Jake La Furia, pubblicato il 18 settembre 2020 come secondo estratto dall'album in studio 17.

## Classifiche
| Classifica (2020) | Posizione massima |
| ----------------- | ----------------- |
| Italia            | 43                |